# بيترو برونزيني
بيترو برونزيني (Pietro Bronzini)، مواليد في 8 يناير 1891 بمدينة ميلانو، لاعب كرة قدم (وسط) إيطالي سابق. لعب لنادي إيه سي ميلان 12 موسما في الفتر من عام 1916 إلى 1926. و لعب معهم ما يقارب 139 مباراة، و كان قائدا للميلان في الفترة ما بين 1924 و1926.